# Alano (Castellabate)
Alano (pronunciata Àlano) è una frazione del comune di Castellabate di circa 400 abitanti, in provincia di Salerno.

## Geografia fisica

### Territorio

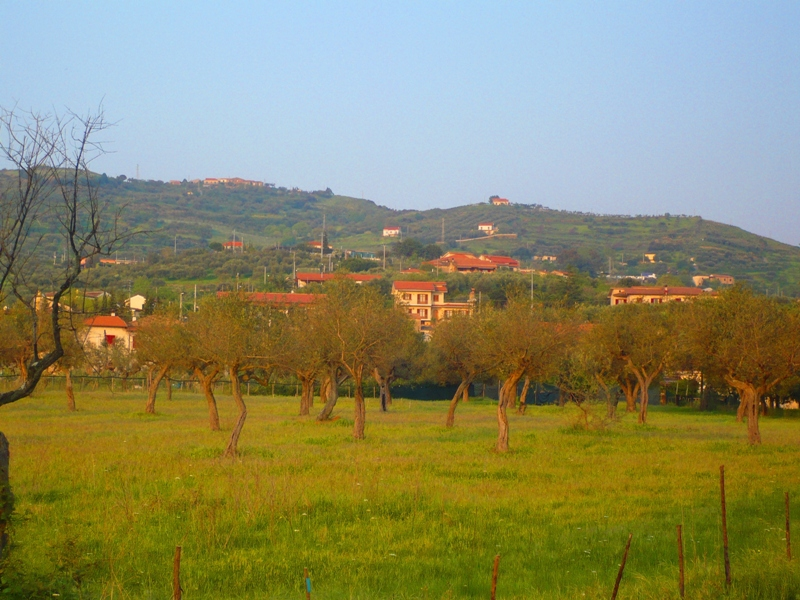
Vista Alano alto

Il paese si estende lungo la strada regionale 267 del Cilento, tra monte Tresino (a nord), la collina di San Pietro (a est), Santa Maria (a sud) e Lago (a ovest, lato mare). Il suo territorio rientra completamente nel perimetro del parco nazionale del Cilento, Vallo di Diano e Alburni. La frazione è composta da una vallata e una pianura (Alano basso) e da una parte collinare (Alano alto). Dal comune capoluogo dista circa 3,22 km, 10 km da Agropoli e circa 60 km da Salerno.

### Clima
La zona, data la sua posizione geografica sulla costa tirrenica, è contraddistinta da un clima mediterraneo, con estati calde, inverni miti e tante giornate di sole. Le temperature medie del mese più freddo, gennaio, vanno da una minima di 4 °C a una massima di 12 °C, mentre in luglio e agosto si passa dai 18 °C ai 29 °C. Il clima temperato è favorito anche dalla protezione dell'Appennino campano che ripara la zona dai venti freddi in inverno. Le precipitazioni, molto scarse nei mesi estivi, toccano il picco massimo in dicembre, quando piove in media un giorno ogni due.
La stazione meteorologica più vicina è quella di Casal Velino. In base alla media trentennale di riferimento 1961-1990, la temperatura media del mese più freddo, gennaio, si attesta a +8,7 °C; quella del mese più caldo, agosto, è di +25,7 °C.
| CASAL VELINO       | Mesi | Mesi | Mesi | Mesi | Mesi | Mesi | Mesi | Mesi | Mesi | Mesi | Mesi | Mesi | Stagioni | Stagioni | Stagioni | Stagioni | Anno |
| CASAL VELINO       | Gen  | Feb  | Mar  | Apr  | Mag  | Giu  | Lug  | Ago  | Set  | Ott  | Nov  | Dic  | Inv      | Pri      | Est      | Aut      | Anno |
| ------------------ | ---- | ---- | ---- | ---- | ---- | ---- | ---- | ---- | ---- | ---- | ---- | ---- | -------- | -------- | -------- | -------- | ---- |
| T. max. media (°C) | 11,9 | 12,6 | 15,3 | 18,6 | 22,9 | 27,0 | 30,2 | 30,7 | 27,0 | 22,3 | 16,8 | 13,7 | 12,7     | 18,9     | 29,3     | 22,0     | 20,8 |
| T. min. media (°C) | 5,6  | 5,9  | 7,8  | 10,5 | 13,9 | 17,6 | 20,2 | 20,6 | 17,6 | 14,2 | 10,3 | 7,5  | 6,3      | 10,7     | 19,5     | 14,0     | 12,6 |

- Classificazione climatica: zona C, 1088 GG

## Storia
Alano era una zona abitata fin dall'epoca preistorica (paleolitico superiore), come testimoniano gli antichi reperti in pietra rinvenuti nel suo territorio.
La storia del paese ripercorre marcatamente le vicende che hanno riguardato Castellabate, in quanto il territorio era alle strette dipendenze degli amministratori del Castello dell'abate.
Negli anni cinquanta era popolata maggiormente dai contadini che avevano lasciato le terre di Tresino.
Negli anni ottanta è interessato da un incremento demografico dovuto alla vicinanza con i principali collegamenti stradali comunali (strada regionale 267 del Cilento) e le frazioni turistiche di Santa Maria e Lago.

## Monumenti e luoghi d'interesse

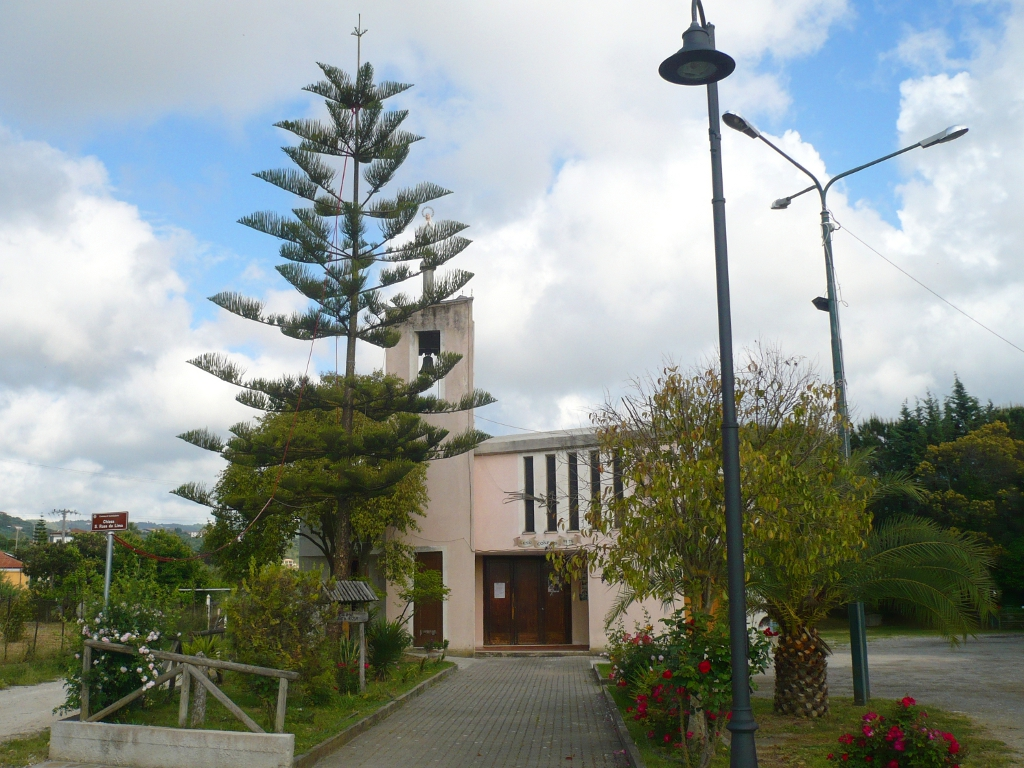
Chiesa di Santa Rosa

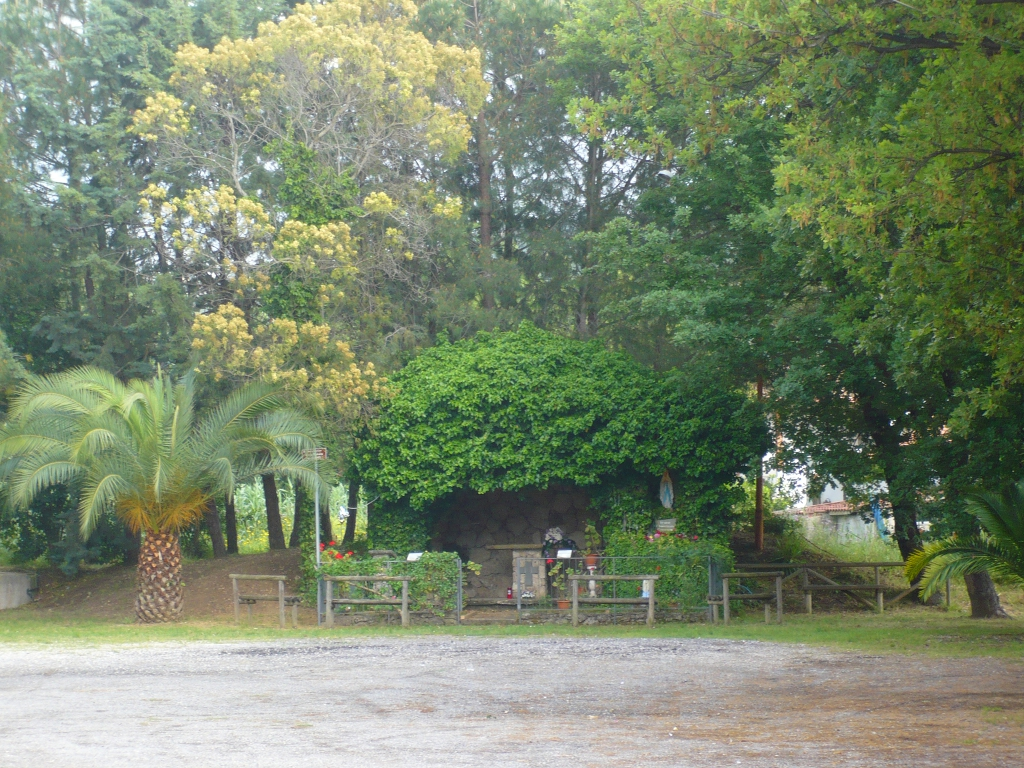
Grotta di Lourdes

- Chiesa di Santa Rosa da Lima: collocata nell'omonima piazza ad Alano, sul suo campanile con base quadrata è posta la statua della Madonna di Lourdes.
- Grotta di Lourdes (riproduzione): collocata in piazza Santa Rosa da Lima.
- Parco e sentieri naturali: il territorio di Alano può essere considerata la porta nord del parco nazionale del Cilento, Vallo di Diano e Alburni, perciò presenta diverse aree verdi e sentieri naturali, attrezzati anche come percorsi botanici. Il principale sentiero naturale è quello di "Lago, Tresino, San Pietro" (9,1 km) che lo attraversa interamente[1].

## Società

### Dialetto
Il dialetto che parlano gli alanesi è il cilentano, ma con alcune varianti e peculiarità che lo differenziano da quello dei paesi limitrofi (uso della "e" al posto della "i" per una serie di vocaboli e per l'articolo determinativo "u" invece di "lu"). È molto simile al dialetto cilentano meridionale specie per quanto riguarda la pronuncia chiara e distinta delle vocali finali (a differenza degli altri dialetti campani che le indeboliscono), la doppia "l" che diventa doppia "d" e l'uso del doppio congiuntivo ("si u sapia, tu dicia", in italiano "se lo sapessi, te lo direi").

### Religione
Alano affonda le sue radici storiche nella cultura cristiana, essendo stata amministrata per diversi secoli dai benedettini della Badia di Cava. La maggioranza della popolazione locale è di religione cristiana (Chiesa cattolica). Nella frazione è molto diffusa la venerazione per la santa patrona Santa Rosa da Lima. L'unico luogo di culto della zona è la chiesa di Santa Rosa da Lima, che dipende dalla parrocchia di Sant'Antonio da Padova di Lago (diocesi di Vallo della Lucania).

## Cultura

### Scuole
Ha sede ad Alano una scuola dell'infanzia.

### Cucina
- fichi impaccati;
- "fichi con la cioccolata";
- "scauratielli" (zeppole zuccherate);
- "nocche" (pasticelle con crema o cioccolata);
- pizza cilentana;
- acquasale;
- ciambota;
- soppressata;
- "fusilli alla cilentana" (con carne e formaggio di capra);
- "zeppole cu'i sciuriddi" (zeppole con i fiori di zucca)[6][7].

### Eventi
- Festa della Madonna di Lourdes (11 febbraio).
- Via Crucis vivente (venerdì santo) da Alano a Lago.
- Festa di santa Rosa da Lima (23 agosto)[8].

## Geografia antropica
Alano è una frazione interna del comune di Castellabate di circa 400 abitanti. Si divide in "Alano basso", la zona pianeggiante a valle, e "Alano alto", la zona collinare. Il centro della frazione è piazza Santa Rosa, dove è posta la chiesa di Santa Rosa da Lima e una riproduzione della grotta di Lourdes. Dagli anni ottanta ha avuto un incremento demografico consistente, grazie alla saturazione dello spazio da destinare a nuove abitazioni della frazione comunale principale (Santa Maria), che dista solo pochi chilometri. Comprende la località Cavafosse, che conta 32 abitanti.

## Infrastrutture e trasporti

### Strade
Il principale collegamento stradale è la ex strada statale 267, declassata in strada regionale.
Le strade provinciali che attraversano il territorio sono:
- Strada provinciale 359 innesto SR 267-Alano.

### Mobilità urbana
Il servizio di mobilità urbana tra le varie frazioni comunali è svolto mediante autobus dalla società cooperativa SMEC autotrasporti.

## Economia

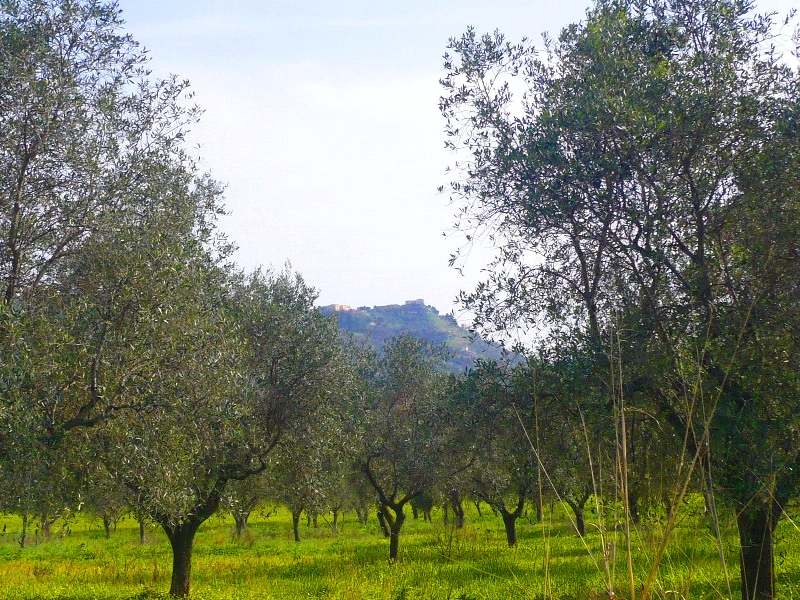
Piante di ulivo

Le attività economiche principali di Alano sono quelle relative alla ristorazione, all'agricoltura, alla carpenteria navale e anche all'allevamento. La frazione è dotata anche di strutture ricettive per i turisti che affollano maggiormente le località balneari del comune. La frazione è la sede del mattatoio comunale.